# Formazioni di Superliga spagnola di pallavolo maschile 2013-2014
Formazioni delle squadre di pallavolo partecipanti alla stagione 2013-2014 del campionato di Superliga spagnola.

## Club Voleibol Almería
| N° | Nome                 | Ruolo | Data di nascita   | Nazionalità sportiva |
| -- | -------------------- | ----- | ----------------- | -------------------- |
| -  | Piero Molducci       | All   | 27 settembre 1955 | Italia               |
| 2  | Guillerme Hage       | S     | 28 ottobre 1988   | Brasile              |
| 3  | Jesús Bruque         | P     | 13 luglio 1991    | Spagna               |
| 5  | Antoni Llabres       | L     | 20 novembre 1991  | Spagna               |
| 7  | Jorge Almansa        | S     | 17 aprile 1991    | Spagna               |
| 8  | Pablo Dus            | P     | 19 settembre 1990 | Spagna               |
| 9  | Pablo Bugallo        | C     | 20 novembre 1991  | Spagna               |
| 10 | Raúl Muñoz           | S     | 6 marzo 1991      | Spagna               |
| 11 | Caio De Pra          | S/O   | 11 marzo 1987     | Brasile              |
| 12 | Jassim Youssif       | S     | 19 gennaio 1983   | Spagna               |
| 13 | Alejandro Del Aguila | C     | 10 giugno 1994    | Spagna               |
| 16 | Diego Almeida        | C     | 23 settembre 1986 | Brasile              |
| 17 | Manuel Berenguel     | S     | 26 giugno 1970    | Spagna               |
| 17 | Carlos González      | S     | 3 aprile 1995     | Spagna               |
| 18 | Daniel Rocamora      | S/O   | 27 maggio 1988    | Spagna               |

## Club Voleibol Andorra
| N° | Nome                | Ruolo | Data di nascita   | Nazionalità sportiva |
| -- | ------------------- | ----- | ----------------- | -------------------- |
| -  | Luis Hillarie       | All   | -                 | Spagna               |
| 1  | Iván Lanza          | C     | 20 novembre 1990  | Andorra              |
| 2  | Sergi Reñe          | P     | 31 agosto 1997    | Spagna               |
| 3  | Miguel Ángel de Amo | P     | 16 settembre 1985 | Spagna               |
| 4  | Genildo da Silva    | S     | 3 marzo 1968      | Spagna               |
| 5  | Fabián Porzios      | S/O   | 7 gennaio 1995    | Spagna               |
| 6  | Abel Bernal         | C     | 23 febbraio 1981  | Spagna               |
| 7  | Eric Olivera        | C     | 5 agosto 1987     | Andorra              |
| 8  | Christian Salvador  | S     | 23 marzo 1988     | Andorra              |
| 9  | Germán López        | S/O   | 9 settembre 1984  | Spagna               |
| 10 | Felipe Matos        | S     | -                 | Brasile              |
| 11 | Sergio Segado       | L     | 11 novembre 1988  | Spagna               |
| 12 | José Manuel Garcia  | L     | 5 novembre 1974   | Andorra              |
| 13 | Sergi Mata          | P     | 3 marzo 1994      | Spagna               |
| 18 | Héctor García       | P     | 18 luglio 1982    | Spagna               |
| -  | Daniel Mininel      | C     | 10 maggio 1981    | Brasile              |

## Club Voleibol L'Illa Grau
| N° | Nome             | Ruolo | Data di nascita   | Nazionalità sportiva |
| -- | ---------------- | ----- | ----------------- | -------------------- |
| -  | Carlos Cavalli   | All   | -                 | Argentina            |
| 1  | Marcos Dreyer    | C     | 21 ottobre 1971   | Brasile              |
| 2  | Iñaki Bescos     | L     | 1º settembre 1976 | Spagna               |
| 3  | Ismael Junquera  | L     | -                 | Spagna               |
| 4  | Osveny Sánchez   | S/O   | 16 dicembre 1987  | Spagna               |
| 5  | Tomás Agost      | C     | -                 | Spagna               |
| 5  | Mihai Costache   | C     | -                 | Romania              |
| 6  | Jefferson Rivera | C     | 26 ottobre 1990   | Spagna               |
| 7  | Eric Montoliu    | C     | 17 ottobre 1993   | Spagna               |
| 8  | Daniel Herrera   | P     | 24 novembre 1990  | Spagna               |
| 10 | Enric Bescos     | P     | -                 | Spagna               |
| 11 | Alejandro Blasco | S     | 12 novembre 1993  | Spagna               |
| 12 | Carlos Saez      | S     | -                 | Spagna               |
| 16 | Obán Vazquez     | S     | 20 maggio 1980    | Spagna               |
| 17 | Sergi Martín     | S     | 8 luglio 1974     | Spagna               |

## Club Voleibol Eivissa
| N° | Nome                 | Ruolo | Data di nascita   | Nazionalità sportiva |
| -- | -------------------- | ----- | ----------------- | -------------------- |
| -  | Toni Corona          | All   | -                 | Spagna               |
| 1  | Adrián Fidalgo       | C     | 3 gennaio 1987    | Spagna               |
| 2  | Edmond Solanas       | S     | 13 giugno 1976    | Spagna               |
| 3  | Heriberto Cardenache | C     | 22 giugno 1969    | Spagna               |
| 4  | Arthur Borges        | S/O   | 15 marzo 1988     | Brasile              |
| 5  | Mariano Esteban      | S     | 6 ottobre 1981    | Spagna               |
| 6  | Mario Oliva          | C     | 16 agosto 1978    | Spagna               |
| 7  | Víctor Sánchez       | L     | 12 ottobre 1990   | Spagna               |
| 8  | Nicolás Ronchi       | S     | 17 maggio 1983    | Uruguay              |
| 9  | Antonino Zito        | -     | -                 | Spagna               |
| 10 | Saulo Costa          | C     | 19 settembre 1988 | Brasile              |
| 11 | Juan Guerrero        | S     | 1º gennaio 1986   | Spagna               |
| 12 | Camilo Corona        | -     | -                 | Spagna               |
| 13 | Christian López      | P     | 4 dicembre 1982   | Spagna               |
| 14 | Marcial Domínguez    | -     | -                 | Spagna               |
| 15 | Ignacio Alonso       | P     | -                 | Spagna               |
| 16 | Daniel Díaz          | L     | -                 | Spagna               |
| 17 | Xavier Folguera      | P     | 27 agosto 1988    | Spagna               |
| 18 | Carlos Lencio        | S     | 3 settembre 1978  | Brasile              |

## Club Voleibol Emevé Lugo
| N° | Nome            | Ruolo | Data di nascita  | Nazionalità sportiva |
| -- | --------------- | ----- | ---------------- | -------------------- |
| -  | Diego Taboada   | All   | -                | Spagna               |
| 1  | Diego Valin     | S     | 5 maggio 1982    | Spagna               |
| 2  | Antonio Castaño | L     | 18 maggio 1992   | Spagna               |
| 3  | Víctor Bouza    | S     | 10 giugno 1990   | Spagna               |
| 4  | Daniel Macarro  | C     | 18 novembre 1993 | Spagna               |
| 5  | Víctor Rois     | C     | 29 maggio 1982   | Spagna               |
| 6  | Carlos López    | S     | 6 ottobre 1996   | Spagna               |
| 7  | Boris Rodríguez | C     | 5 novembre 1991  | Spagna               |
| 8  | Marco Zayas     | P     | 21 aprile 1989   | Spagna               |
| 11 | Juan Díaz       | S/O   | 3 giugno 1989    | Spagna               |
| 12 | Miguel Mateo    | S/O   | 27 agosto 1987   | Spagna               |
| 13 | Pablo Suazo     | S     | 5 gennaio 1991   | Spagna               |
| 14 | Diego García    | C     | 7 luglio 1993    | Spagna               |
| 16 | Jacobo Lopez    | S     | 25 maggio 1982   | Spagna               |
| 17 | Nicolas Rozas   | P     | 2 marzo 1995     | Spagna               |
| 18 | Iván Sánchez    | S     | 8 ottobre 1996   | Spagna               |

## Voley Playa Madrid
| N° | Nome               | Ruolo | Data di nascita   | Nazionalità sportiva |
| -- | ------------------ | ----- | ----------------- | -------------------- |
| -  | Aitor Barreros     | All   | 12 settembre 1979 | Spagna               |
| 1  | Juan Caballero     | C     | -                 | Spagna               |
| 2  | Pablo Vidal        | S     | -                 | Spagna               |
| 3  | Carlos Baos        | S     | 13 febbraio 1991  | Spagna               |
| 4  | Uriel Dante        | C     | -                 | Argentina            |
| 5  | Blagovest Petrov   | S     | 4 febbraio 1985   | Bulgaria             |
| 6  | Javier Jiménez     | C     | 9 dicembre 1982   | Spagna               |
| 7  | Santiago García    | P     | 5 giugno 1990     | Spagna               |
| 8  | Pablo De Las Casas | S/O   | -                 | Spagna               |
| 9  | Fernando Román     | S/O   | -                 | Spagna               |
| 10 | Carlos Guerra      | L     | 3 agosto 1981     | Spagna               |
| 11 | Víctor Fernández   | S/O   | -                 | Spagna               |
| 13 | Sergio Figueroa    | C     | -                 | Spagna               |
| 14 | Sergio Ramírez     | P     | 2 giugno 1994     | Spagna               |
| 15 | Diego Mahía        | S     | 20 aprile 1989    | Spagna               |

## Club Voleibol 7 islas
| N° | Nome                | Ruolo | Data di nascita  | Nazionalità sportiva |
| -- | ------------------- | ----- | ---------------- | -------------------- |
| -  | Francisco Sánchez   | All   | 24 aprile 1960   | Spagna               |
| 1  | Alejandro Fernández | S     | 14 aprile 1987   | Spagna               |
| 2  | Farid Melmanhi      | S/O   | 18 dicembre 1997 | Spagna               |
| 4  | Ruiman Artiles      | S     | 9 febbraio 1987  | Spagna               |
| 5  | Semidán Deniz       | S/O   | 17 marzo 1982    | Spagna               |
| 6  | Daniel Castañeda    | P     | 10 novembre 1975 | Spagna               |
| 7  | Juan Rios           | S     | 11 aprile 1980   | Spagna               |
| 8  | Cristian Ramos      | C     | 23 maggio 1983   | Spagna               |
| 9  | Aléxis Valido       | L     | 9 marzo 1976     | Spagna               |
| 10 | José Henríquez      | S     | 23 luglio 1998   | Spagna               |
| 11 | Aythami Manzano     | C     | 22 febbraio 1993 | Spagna               |
| 12 | Kilian Hernández    | P     | -                | Spagna               |
| 13 | Carlos Mejías       | C     | 26 dicembre 1989 | Spagna               |
| 14 | Arabisen Rodríguez  | S     | 24 gennaio 1995  | Spagna               |
| 15 | Adonis Ferrada      | C     | 21 aprile 1995   | Spagna               |
| 16 | Aaron Socorro       | C     | 29 ottobre 1993  | Spagna               |
| 17 | Luca Biliato        | S/O   | 3 ottobre 1983   | Spagna               |

## Club Voleibol Esquimo
| N° | Nome                 | Ruolo | Data di nascita   | Nazionalità sportiva |
| -- | -------------------- | ----- | ----------------- | -------------------- |
| -  | José Manuel González | All   | -                 | Spagna               |
| 1  | José Cabrera         | C     | 30 maggio 1992    | Spagna               |
| 2  | Luis Justiniano      | S/O   | 20 giugno 1990    | Spagna               |
| 3  | Javier Justiniano    | P     | 13 aprile 1986    | Spagna               |
| 4  | Ignacio Sánchez      | P     | 24 febbraio 1991  | Spagna               |
| 5  | Manuel Batet         | P     | 20 settembre 1990 | Spagna               |
| 6  | Enrique De Diego     | C     | 18 maggio 1994    | Spagna               |
| 7  | Daniel Muñoz         | S/O   | 8 aprile 1994     | Spagna               |
| 8  | Sergio Bruque        | L     | 27 dicembre 1996  | Spagna               |
| 9  | David Sanllehí       | S     | 20 giugno 1991    | Spagna               |
| 10 | Francisco Ruiz       | S     | 7 giugno 1991     | Spagna               |
| 11 | Javier Ramos         | S     | 15 giugno 1993    | Spagna               |
| 14 | Hudson Rocha         | S     | 31 dicembre 1984  | Brasile              |
| 15 | Stefano Nassini      | C     | 10 agosto 1987    | Spagna               |

## Río Duero Soria
| N° | Nome               | Ruolo | Data di nascita   | Nazionalità sportiva |
| -- | ------------------ | ----- | ----------------- | -------------------- |
| -  | Alfonso Flores     | All   | 24 agosto 1975    | Spagna               |
| 2  | Manuel Salvador    | S     | 11 aprile 1986    | Spagna               |
| 3  | Alejandro Martínez | S/O   | 11 febbraio 1984  | Spagna               |
| 4  | Luis Rodrigo       | S/O   | 22 ottobre 1988   | Spagna               |
| 5  | Guillermo Muñoz    | L     | 3 gennaio 1984    | Spagna               |
| 6  | Jaime Pérez        | P     | 20 settembre 1985 | Spagna               |
| 7  | Andrés Portero     | P     | 6 giugno 1991     | Spagna               |
| 8  | Alberto Salas      | S/O   | 13 settembre 1984 | Spagna               |
| 9  | Mario Segura       | S     | 29 aprile 1985    | Spagna               |
| 10 | Daniel Morata      | C     | 3 giugno 1976     | Spagna               |
| 11 | Noé De Mena        | S     | 8 ottobre 1978    | Spagna               |
| 12 | Álvaro Hernández   | L     | 17 gennaio 2001   | Spagna               |
| 13 | Alfonso Flores     | P     | 24 agosto 1975    | Spagna               |
| 14 | Antonio Burgal     | C     | 7 marzo 1988      | Spagna               |
| 15 | Daniel Sanz        | C     | 5 febbraio 1996   | Spagna               |

## Club Voleibol Teruel
| N° | Nome                 | Ruolo | Data di nascita   | Nazionalità sportiva |
| -- | -------------------- | ----- | ----------------- | -------------------- |
| -  | Óscar Novillo        | All   | 1º maggio 1970    | Spagna               |
| 1  | Francisco Rodríguez  | S     | 25 settembre 1980 | Spagna               |
| 2  | Jacke Da Silva       | S/O   | 15 gennaio 1982   | Brasile              |
| 4  | Víctor Brull         | S     | 28 marzo 1994     | Spagna               |
| 6  | Máximo Torcello      | S     | 31 marzo 1981     | Argentina            |
| 7  | José Miguel Sugrañes | C     | 25 agosto 1985    | Spagna               |
| 8  | Jean Diedhiou        | C     | 8 ottobre 1993    | Spagna               |
| 9  | Marc Altayó          | C     | 17 maggio 1986    | Spagna               |
| 10 | Victor Viciana       | P     | 2 ottobre 1983    | Spagna               |
| 11 | Horacio D´Almeida    | C     | 11 giugno 1988    | Francia              |
| 12 | Francesc Llenas      | L     | 13 settembre 1982 | Spagna               |
| 13 | Juan Carlos Barcala  | S/O   | 25 gennaio 1984   | Spagna               |
| 14 | Thomas Ereu          | S     | 25 ottobre 1979   | Venezuela            |
| 15 | Samuel Castilla      | S     | 10 febbraio 1994  | Spagna               |
| 16 | Carlos Mora          | P     | 19 marzo 1990     | Spagna               |

## Club Vigo Voleibol
| N° | Nome                  | Ruolo | Data di nascita   | Nazionalità sportiva |
| -- | --------------------- | ----- | ----------------- | -------------------- |
| -  | Eduardo Sánchez       | All   | 12 dicembre 1974  | Spagna               |
| 1  | Carlos Galego         | C     | 13 gennaio 1986   | Spagna               |
| 3  | Pablo Gómez           | S     | 17 giugno 1977    | Spagna               |
| 5  | Mateo González        | S/O   | 23 maggio 1985    | Spagna               |
| 6  | Pablo Alonso          | C     | 21 maggio 1995    | Spagna               |
| 7  | José Carlos Rodríguez | L     | 8 luglio 1981     | Spagna               |
| 8  | Oscar Sánchez         | P     | 27 maggio 1996    | Spagna               |
| 9  | Luis Linares          | C     | 22 giugno 1995    | Spagna               |
| 11 | Pablo Penedo          | S     | 14 maggio 1996    | Spagna               |
| 11 | Antonio Rodríguez     | S     | 27 aprile 1996    | Spagna               |
| 14 | Alberto Pelaez        | P     | 19 settembre 1994 | Spagna               |
| 15 | Eduardo Sánchez       | P     | 16 dicembre 1974  | Spagna               |
| 16 | Isaac Sánchez         | S     | 12 agosto 1991    | Spagna               |
| 17 | Daniel Ortega         | C     | 2 novembre 1995   | Spagna               |